# アドバンスねやがわ

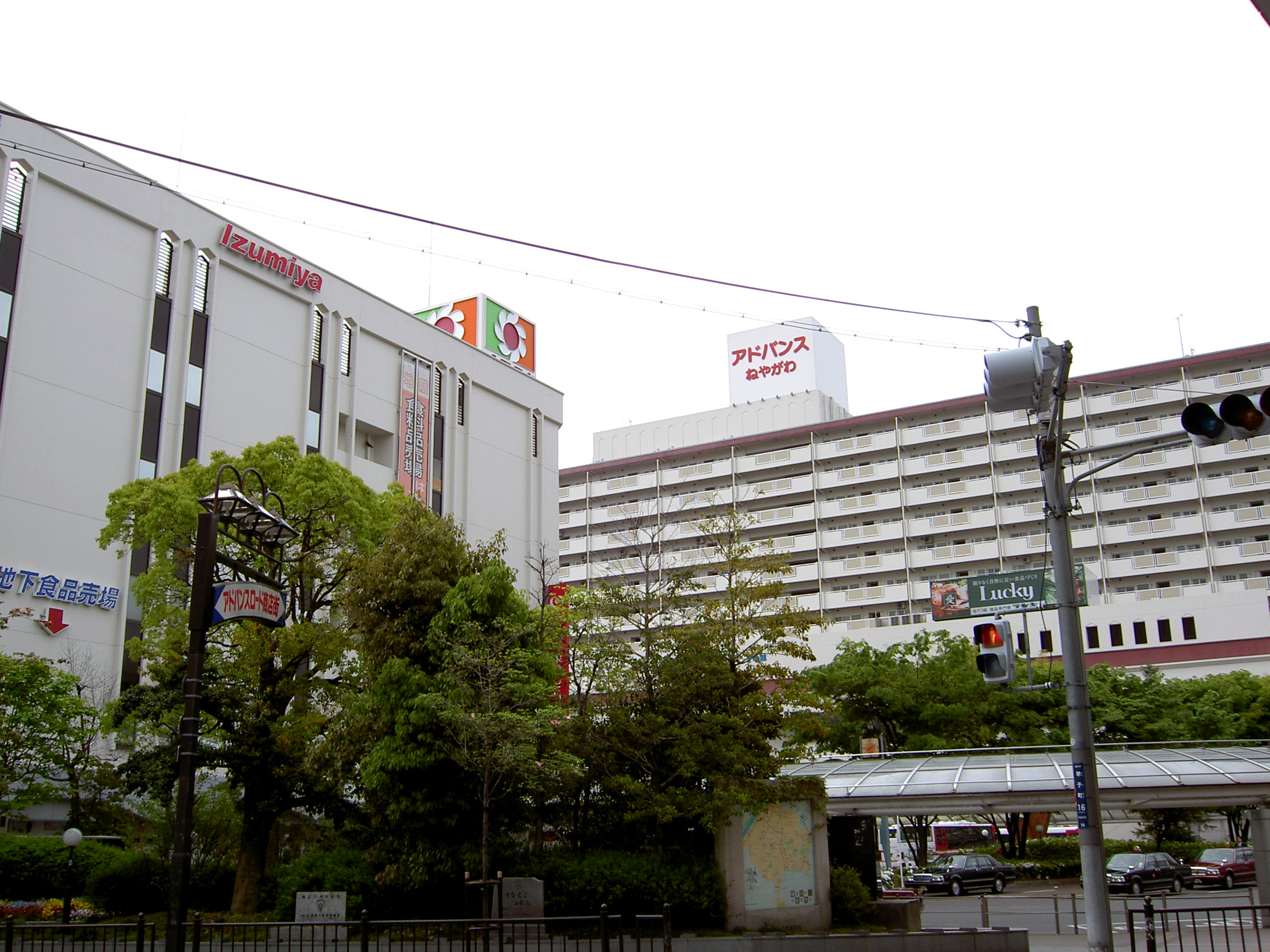
左にアドバンスねやがわ1号館、右に同2号館、手前は寝屋川市駅東口バス乗り場

アドバンスねやがわは、大阪府寝屋川市にある寝屋川市駅前の駅ビルである。1986年11月に全館開業した。商業施設や銀行、証券会社、市民ギャラリー、住宅などで構成されている。
寝屋川市駅の東ロータリーに向かい合って1号館と2号館がある。1号館は地下1階、地上6階建て。2号館は地下1階、地上11階建てである。1号館と2号館は2階の連絡橋と地下の地下連絡通路でつながっている。またアドバンス2号館は寝屋川市駅とグッドデザイン賞を受賞したペデストリアンデッキで直結している。

## フロアマップ

### アドバンス1号館
- B1F－食料品　地下連絡通路
- 1F－服飾雑貨・化粧品
- 2F－婦人服・婦人用品　連絡橋
- 3F－紳士服・子供服
- 4F－寝屋川市立 中央図書館
- 5F－100円ショップ・喫茶
- 6F－屋上（※関係者専用フロア）

### アドバンス2号館
- B1F―食料品（ラッキー寝屋川）・専門店街　地下連絡通路
- 1F－飲食店街・関西みらい銀行・パチンコ店
- 2F－専門店街・雑貨・宝石・装飾品・家具　連絡橋
- 3F－金融・教養のフロア・市民ギャラリー

## 入居店舗・施設
アドバンス1号館
- アドバンス1号館は核施設としてイズミヤが入居している。
- 5階には、ダイソーも入居している。

アドバンス2号館
地下1階
- 食品専門館 ラッキー寝屋川店

1階
- 関西みらい銀行 寝屋川駅前支店
- ミスタードーナツ
- 吉野家 寝屋川駅前店
- ケンタッキーフライドチキン 寝屋川駅前店
- auショップ 寝屋川駅前支店
- 宝くじ売り場

2階
- Honeys

- Can Do
- メガネの三城
- 三菱UFJ銀行 (ATMコーナー)

3階
- 寝屋川市立 駅前図書館
- 寝屋川市立 市民ギャラリー

4階以上
- アドバンスマンション

そのほか、飲食店やパチンコ店、装飾品店なども多数ある。

## 営業時間
1号館
イズミヤ地下1階（食品） 9:00～22:00
1階（ドラッグストア）    9:00～21:30
1階～5階                      10:00～20:00
2号館
地下1階                         10:00～21:00
1階                               8:00～23:00
2階                               10:00～21:00
3階（図書館）                10:00～21:00
- ※新型コロナウイルスの影響により、営業時間変更の可能性あり。

## “アドバンス”の由来
アドバンスとは英語で「進展する。発展する。」の意味であり、寝屋川市駅前の発展を祈って、1985年（昭和60年）に決定された。
寝屋川市民は多くは、アドバンスねやがわのことをアドバンスと呼び親しんでいる。

## 特徴
- アドバンスマンションに以前まで漫才師の宮川大助・花子が住んでいたことが有名である。
- アドバンスねやがわは寝屋川市が決定している寝屋川八景に「進む街づくり」として認定されている。